# Atlantic Einspurwagen
Der Atlantic Einspurwagen war ein Automobil ungewöhnlicher Konstruktion.

## Hersteller und Vertrieb
Hersteller war die Atlantic AG für Automobilbau mit Sitz an der Motzstraße 8 in Berlin. In einer Mitteilung vom September 1922 gab das Unternehmen die Adresse Bessemerstraße 2 in Berlin-Tempelhof an.
Eine Anzeige für das Fahrzeug nennt die Wendriner Aktiengesellschaft aus Berlin als Generalvertrieb. Eine andere Quelle gibt an, dass die Wendriner AG die Muttergesellschaft war. Dieses Unternehmen wurde 1912 als Berliner Automobil-Fuhrwesen gegründet und 1914 in Berliner Automobil-Betriebshandelsgesellschaft Wendriner GmbH umbenannt. Zu der Zeit waren Ilse Wendriner und Adolf Koerber Gesellschafter und Georg Wendriner Geschäftsführer. 1919 kam es zu personellen Änderungen. Hans Wendriner, Ilse Barschall und Ernst Canter waren Gesellschafter, Hans Wendriner außerdem Geschäftsführer. 1921 folgte die Umfirmierung in Wendriner AG für Automobilbetrieb und die Aufnahme von Ulrich Wendriner als weiterer Gesellschafter. 1927 oder 1933 wurde die Firma im Handelsregister gelöscht.

## Präsentationen und Bauzeit
Das Fahrzeug wurde 1921 auf der Technischen Messe auf dem Gelände der Alten Messe Leipzig in Leipzig präsentiert.
Eine weitere Präsentation fand anlässlich der 14. Internationalen Automobil-Ausstellung in Berlin statt. Diese Messe lief vom 23. September bis zum 2. Oktober 1921. Allerdings wurde das Fahrzeug nicht in den Messehallen gezeigt, sondern auf dem Gelände der Messe vorgeführt.
Das Unternehmen erklärte im September 1922, auch auf einer Messe in Frankfurt am Main vom 8. Oktober bis zum 14. Oktober 1922 ausstellen zu wollen.
Die Produktion lief von 1921 bis 1922 und die Vermarktung bis 1923. Der Absatz blieb begrenzt. Einer Quelle zufolge gelang es nicht, einen überregionalen Vertrieb aufzubauen. Laut einer Quelle wurden nicht mehr als 100 Fahrzeuge abgesetzt. Andere Quellen machen keine Angaben zur Produktionszahl.

## Beschreibung
Das Fahrzeug war ein Einspurwagen. Vorder- und Hinterrad der Größe 28 Zoll liefen in einer Spur. Zwei seitliche Stützräder der Größe 15 Zoll sorgten für Stabilität im Stand. Sie waren kurz vor dem Hinterrad angebracht und konnten während der Fahrt nach einem Tritt auf einen Hebel hochgezogen werden. Vorder- und Hinterrad waren gefedert. Wie bei einem Motorrad wurde mit dem Vorderrad gelenkt.
Die Karosserie war seitlich bis zum unteren Rand der Windschutzscheibe geschlossen und darüber offen. Sie bot zwei Personen hintereinander auf gepolsterten Sitzen Platz. An der linken Fahrzeugseite gab es zwei Türen. Die rechte Seite ist nicht abgebildet. Ein versenkbares Verdeck war auf Wunsch lieferbar.
Es gibt Abbildungen von verschiedenen Ausführungen. Eine hatte relativ hohe Türen, die fast bis an das Trittbrett reichten, und runde hintere Kotflügel für die Stützräder. Eine andere hatte kleinere Türen, die erst oberhalb der jetzt eckigen hinteren Kotflügel begannen.

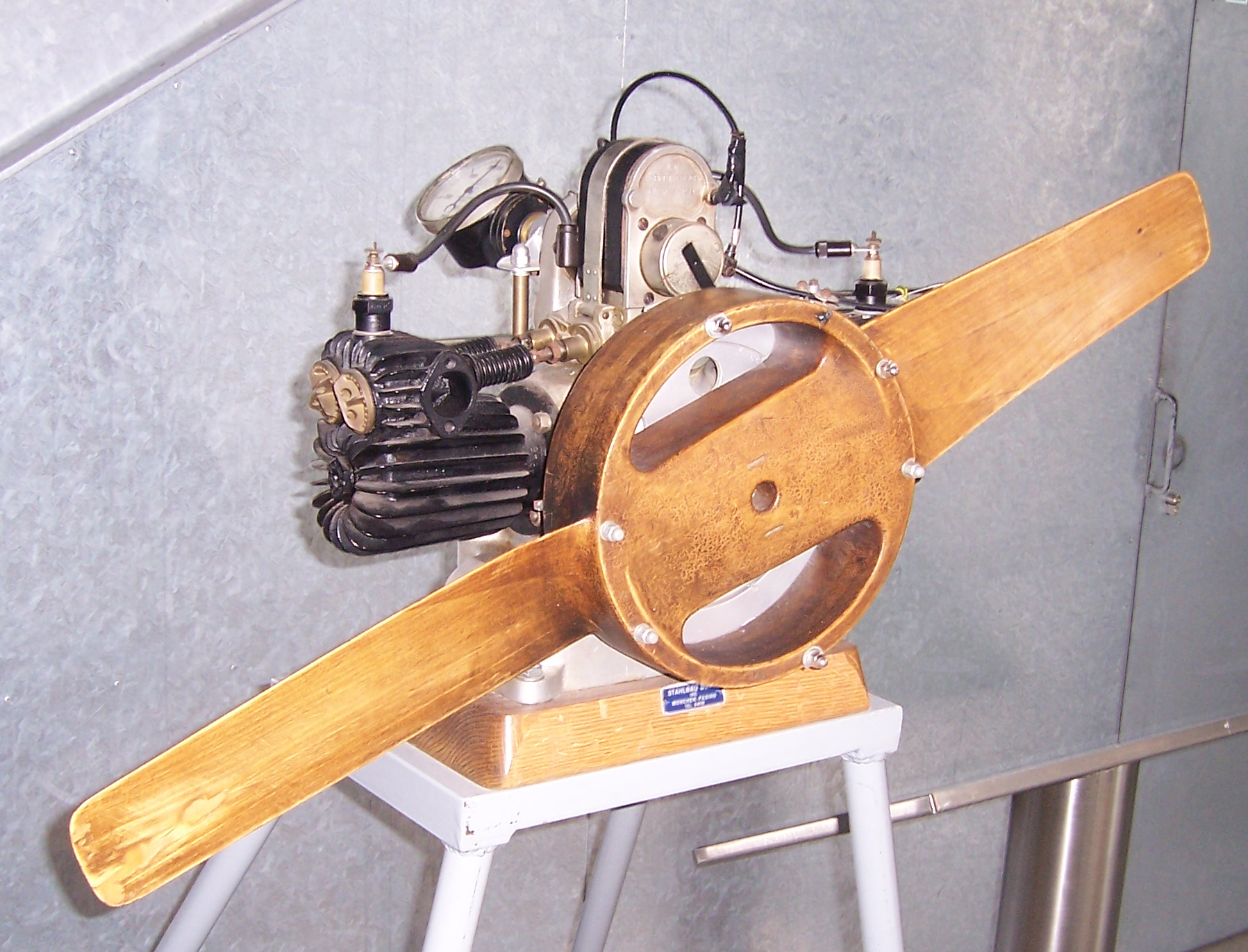
Der Motor kam von BMW. Abbildung zeigt eine Ausführung mit Propeller für Flugzeuge.

Der luftgekühlte Zweizylinder-Boxermotor vom Typ BMW M 2 B 15 kam von BMW. 68 mm Bohrung und ebenfalls 68 mm Hub ergaben 494 cm³ Hubraum. Er war mit 1,8 Steuer-PS und 4 PS Leistung angegeben. Nach anderen Quellen sind es 6 PS oder 6,5 PS. Die Zündung kam von der Robert Bosch GmbH. Der Motor war liegend montiert und trieb über ein Zweiganggetriebe und eine Kette das Hinterrad an. Eine andere Quelle nennt ein Dreiganggetriebe und die Möglichkeit einer Kardanwelle zum Hinterrad.
Das Leergewicht war mit 220 kg angegeben. Bei voller Besetzung war eine Höchstgeschwindigkeit von 70 km/h möglich. Der Kraftstoffverbrauch betrug etwa 3,5 Liter auf 100 Kilometer.  Der Tank sollte eine Reichweite von 500 Kilometern ermöglichen. Das lässt auf einen Tankinhalt von 17,5 Litern schließen. Ein doppelt so großer Tank war auf Wunsch erhältlich.